# Pitch Perfect 2
Pitch Perfect 2 – amerykańska komedia muzyczna w reżyserii Elizabeth Banks. Film jest kontynuacją powstałego w 2012 roku Pitch Perfect, który był adaptacją książki pt. Pitch Perfect: The Quest for Collegiate A Cappella Glory, autorstwa Mickeya Rapkina. 
Decyzję o powstaniu filmu podjęto w grudniu 2012 roku, a produkcja rozpoczęła się w maju 2014 roku.

## Fabuła
Zespół "The Barden Bellas" występują przed samym prezydentem Stanów Zjednoczonych w dniu jego urodzin. Występ psuje Fat Amy i Bellas zostają zawieszone w konkursach acapella. Tymczasem Beca, w tajemnicy przed koleżankami z zespołu, zaczyna staż w Studiu Nagraniowym. Dziewczyna imponuje swojemu szefowi pomagając zrobić bożonarodzeniowy album dla Snoop Dogga. Nowa dziewczyna - Emily Junk zgłasza się do Bellas z prośbą o przyjęcie do zespołu. Przesłuchanie okazuje się sukcesem. Następnie Bellas wybierają się na pokaz samochodów na którym poznały niemiecką grupę Das Sound Machine, z którymi walczą na światowym konkursie acapella w Kopenhadze.

## Obsada
- Anna Kendrick jako Beca Mitchell
- Brittany Snow jako Chloe Beale
- Rebel Wilson jako Patricia Hobart
- Hailee Steinfeld jako Emily Junk
- Skylar Astin jako Jesse Swanson
- Ester Dean jako Cynthia-Rose Adams
- Alexis Knapp jako Stacie Conrad
- Hana Mae Lee jako Lilly Okanakamura
- Anna Camp jako Aubrey Posen
- Adam DeVine jako Bumper Allen
- Ben Platt jako Benjamin Applebaum
- Kelley Jakle jako Jessica
- Shelley Regner jako Ashley
- Chrissie Fit jako Flo Fuentes
- Katey Sagal jako Katherine Junk
- Elizabeth Banks jako Gail Abernathy-McKadden
- John Michael Higgins jako John Smith
- Birgitte Hjort Sørensen jako liderka Das Sound Machine
- Flula Borg jako Pieter Krämer
- Freddie Stroma jako Luke
- Jinhee Joung jako Kimmy-Jin
- Christina Aguilera, Adam Levine, Blake Shelton i Pharrell jako oni sami